# Ora (Renzo Rubino)
Ora è un brano musicale del cantautore italiano Renzo Rubino, presentato in gara al Festival di Sanremo 2014 e inserito nel suo secondo album discografico Secondo Rubino. Autore della musica è Andrea Rodini, del testo lo stesso Rubino.
Al Festival il brano ha ottenuto il 53% dei voti rispetto a Per sempre e poi basta, con la proclamazione di Kasia Smutniak, piazzandosi al terzo posto della classifica finale, dietro a Controvento e Liberi o no.
Il video del brano viene presentato qualche giorno dopo il Festival.

## Tracce
Download digitale
Testi e musiche di Renzo Rubino, Andrea Rodini.
1. Ora – 4:00

## Classifiche
| Classifica (2014) | Posizione massima |
| ----------------- | ----------------- |
| Italia            | 30                |